# Anioł Stróż (film 1995)
Anioł Stróż (fr. Les Anges gardiens) - to francuski film wyreżyserowany przez Jean-Marie Poiré, który miał swoją premierę w kinach w 1995 roku.
Film „Anioł Stróż” miał największy budżet w 1995 roku, zdobył też drugie miejsce we francuskiej kasie roku, za "Les Trois Frères" Bernarda Campana i Didiera Bourdona. 
„Anioł Stróż” to adaptacja sztuki „C'est malin” Fulbera Janina w reżyserii Jacquesa Fabbriego, wyemitowanej w „Au théâtre ce soir” w 1970 roku.
Był to najbardziej dochodowy film nieanglojęzyczny w 1995 roku, którego przychody brutto osiągnęły 39,1 miliona dolarów.

## Fabuła
Antonio Carco (Gerard Depardieu), nie bacząc na burzliwą i tajemniczą przeszłość, żyje beztrosko wśród gwiazd i gwiazdeczek swojej renomowanej rewii, gdy nagle dociera doń echo minionych lat. Dawny kumpel, który niegdyś uratował mu życie, dzwoni do niego z Hongkongu. Powołując się na dług wdzięczności, nalega, aby przyjaciel przywiózł jego 5-letniego syna Bao (Alexandre Eskimo) do Francji. Przyjaźń przyjaźnią, ale paryżanin zapewne wykręciłby się z dość kłopotliwej misji, gdyby nie fakt, że malec ma być zaopatrzony na drogę w czterdzieści milionów dolarów.

## Obsada
- Gérard Depardieu jako Antoine Carco (i „Anioł Stróż”)[2]

- Christian Clavier jako ojciec Hervé Tarain (i „Anioł Stróż”)[3]
- Eva Grimaldi jako Regina Podium
- Yves Rénier jako Yvon Radmilo „chwytak”
- Eva Herzigová jako Tchouk Tchouk Nougat
- Jean Champion jako dziadek ojca Tarain'a
- Anna Gaylor jako babcia Ojca Tarain'a
- Dominique Marcas jako matka Angelina
- Julien Courbey jako Jérôme
- Françoise Bertin jako Madame Albert
- François Morel jako Steward
- Philippe Nahon jako taksówkarz
- Armelle jako pielęgniarka